# Йерисовско земетресение
Йерисовското земетресение става в 19:20 на 26 септември 1932 година с епицентър в градчето Йерисос, Гърция. То предизвиква големи щети в Йерисос и околните части на Халкидическия полуостров, Гърция, като са засвидетелствани 161-491 жертви.
Бяло море е район на предимно екстензионална тектоника, причинена от субдукцията на Африканската плоча под Беломорската плоча.
Земетресението разрушава град Йерисос и няколко села в околностите. 10 000 души остават без дом. Щетите са оценени на 5 милиона драхми. След земетресението се появява малка вълна цунами, която не причинява щети.
Земетресението е последвано от три силни вторични труса (M=6,0, 5,7 и 6,2) в периода 26–29 септември, и най-големият (M6,3) на 11 май 1933 г.